# 莫農加利亞縣
莫農加利亞縣（英語：Monongalia County）是位於美国西維吉尼亞州東北部的一個縣，北鄰宾夕法尼亚州，面積948平方公里。根據2020年美國人口普查，共有人口105,822人。縣治摩根敦（Morgantown）。該縣成立於1776年10月7日，縣名來自莫农加希拉河（Monongahela）的誤拼，或「莫農加希拉地區」的意思，但來源不明。